# Spirama signata
Spirama signata är en fjärilsart som beskrevs av W. Warren 1913. Spirama signata ingår i släktet Spirama och familjen nattflyn. Inga underarter finns listade i Catalogue of Life.